# Michael Zylka

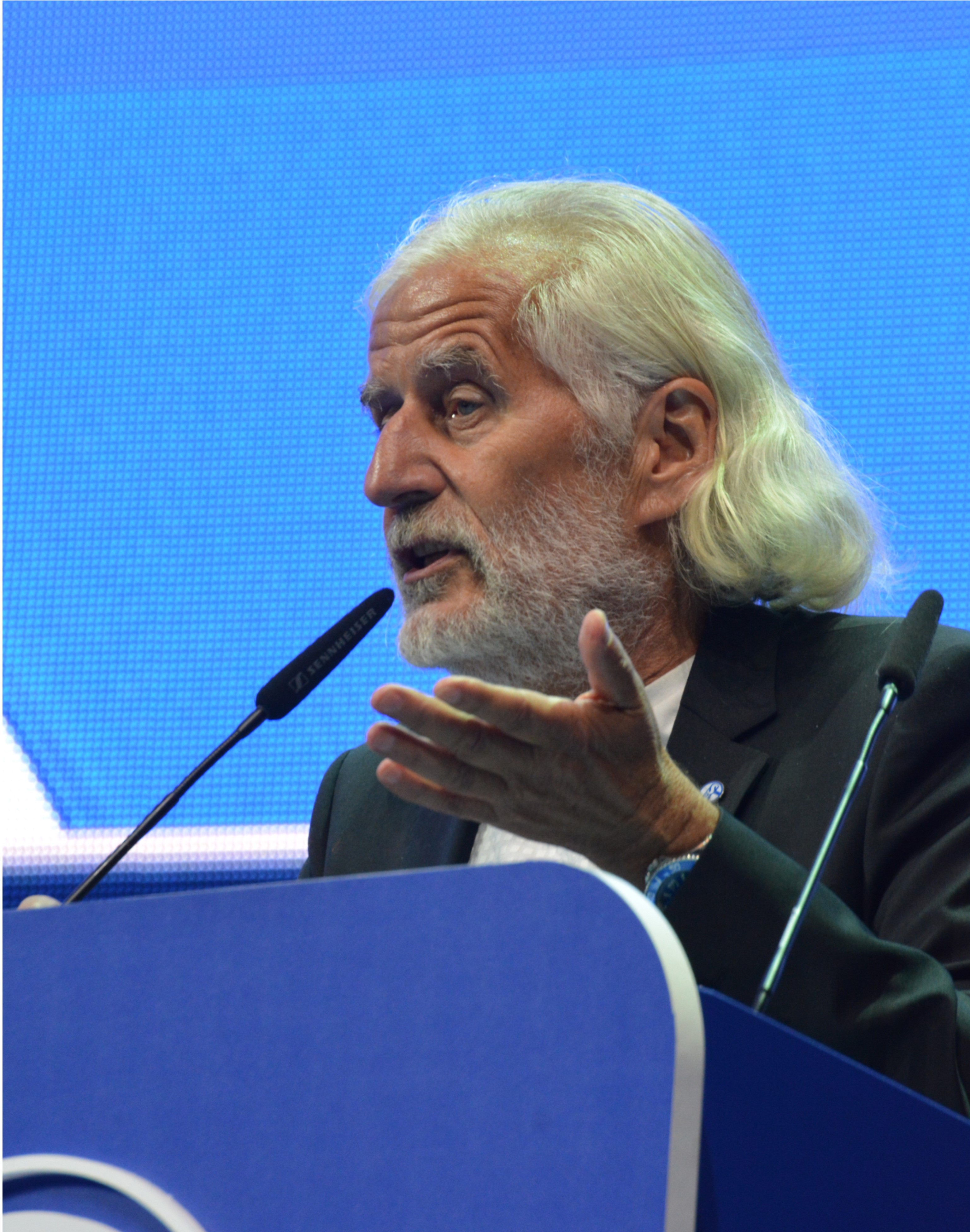
Michael Zylka, 2017 (auf der Mitgliederversammlung des FC Schalke 04)

Michael Zylka (* 18. Juni 1950) ist ein deutscher Fußballfunktionär. Im November 1988 war er als Nachfolger Günter Sieberts drei Tage lang Präsident des FC Schalke 04.

## Leben
Zylka wuchs in Gevelsberg auf, wo er zur Grundschule ging und als Jugendlicher beim VfL Gevelsberg Fußball spielte. Das Gymnasium besuchte er in Herdecke und studierte an der Hochschule Darmstadt. Er ist Betriebswirt mit Schwerpunkt Personal- und Ausbildungswesen, mittlerweile jedoch „Privatier“. Er war Gesellschafter des Prokom-Verlags und Mitbegründer der Sportzeitschrift RevierSport.
Zur Zeit seiner Wahl zum Präsidenten des FC Schalke 04 als Nachfolger von Günter Siebert am 21. November 1988 – Zylka gehörte dem Verein seit 1973 an – war er, so berichtete Der Spiegel wenige Wochen später, als „Offizier des militärfachlichen Dienstes im Range eines Oberleutnants“ für das Bundesverteidigungsministerium tätig. „Da er im ‚sicherheitsrelevanten Bereich‘ eingesetzt ist, so Ministeriumssprecher Werner Widder, seien Beruf und der Ehrenjob in Schalke ‚nicht miteinander zu vereinbaren‘. Und hätte der Oberleutnant seine spontane Kandidatur vorher in Bonn gemeldet, wäre ‚sie nicht genehmigt worden‘.“, schrieb Der Spiegel. Zylka selbst sagte, er sei als Dolmetscher für slawische Sprachen tätig gewesen. Man habe sogar vorgehabt, ihn zum Chef der Sport-Kompanie Essen zu machen, „so dass ich mich auch intensiv um Schalke hätte kümmern können“. Nach seinen Angaben später im Fanmagazin Schalke unser sei er nicht gedrängt worden, zurückzutreten. Dies habe er – drei Tage nach seiner Wahl – getan, weil er im Verein auf „pure Ablehnung“, „finanzielles Chaos“ und „fieses Mobbing“ gestoßen sei. Offizielle Begründung zu dem Zeitpunkt war, dass er den ehemaligen Spieler Rolf Rüssmann nicht als Manager durchsetzen konnte. Auf Zylka folgte Anfang 1989 Günter Eichberg als Vereinspräsident. 
Bis 2021 war Michael Zylka Vorsitzender des Wahlausschusses für die Auswahl der Aufsichtsratskandidaten, dem er bereits zuvor angehört hatte.